# The Suite Life Movie
The Suite Life Movie (bra Zack & Cody: O Filme) é um telefilme americano de 2011, do gênero comédia de ação, dirigido por Sean McNamara para a Disney Channel. É uma adaptação da série de televisão The Suite Life of Zack & Cody e seu spin-off The Suite Life on Deck e é protagonizado, como na série, pelos gêmeos Cole Sprouse (Cody Martin) e Dylan Sprouse (Zack Martin).

## Sinopse
Zack (Dylan Sprouse) e Cody (Cole Sprouse) recebem a oportunidade de participar do prestigiado Projeto Gemini, um centro de pesquisa que estuda o dinamismo entre gêmeos. Quando eles se dão por conta, percebem estar conectados de uma forma nunca antes vista: quando um sente qualquer sensação, ou pensa em algo, o outro passará pelo mesmo. Ao mesmo tempo que este novo poder ajuda os meninos a se auto-descobrirem, ele também os coloca em um grande perigo.